# Regino Delgado
Regino Delgado (Santo Domingo, 7 de setembre de 1956-ibídem, 2 de febrer de 2016) va ser un futbolista cubà que jugava en la demarcació de migcampista.

## Selecció nacional
Va jugar un total de 36 partits amb la selecció de futbol de Cuba, fent el seu debut el 1975. Amb el combinat cubà va disputar els Jocs Panamericans el 1975, 1979 —on va quedar finalista—, 1983 i 1987. A més va jugar els Jocs Centreamericans i del Carib de 1974, 1978, 1982 i 1986, quedant campió en tots els que va disputar excepte el 1982, on va guanyar la medalla de bronze. També va participar en els Jocs Olímpics de Mont-real 1976 i en els Jocs Olímpics de Moscou 1980.

### Gols internacionals
| # | Data               | Estadi                               | Oponent | Gol | Resultat | Competició                                            |
| - | ------------------ | ------------------------------------ | ------- | --- | -------- | ----------------------------------------------------- |
| 1 | 17 d'agost de 1980 | Estadi Pedro Marrero, l'Havana, Cuba | Surinam | 1-0 | 3-0      | Classificació per a la Copa Mundial de Futbol de 1982 |
| 2 | 5 de març de 1987  | Estadi Pedro Marrero, l'Havana, Cuba | Equador | 1-0 | 2-1      | Amistós                                               |

## Clubs
| Club           | País | Any         |
| -------------- | ---- | ----------- |
| FC Azucareros  | Cuba | 1974 - 1978 |
| FC Villa Clara | Cuba | 1978 - 1991 |

## Palmarès

### Campionats nacionals
| Títol                        | Club           | País | Any  |
| ---------------------------- | -------------- | ---- | ---- |
| Campionat Nacional de futbol | FC Azucareros  | Cuba | 1974 |
| Campionat Nacional de futbol | FC Azucareros  | Cuba | 1976 |
| Campionat Nacional de futbol | FC Villa Clara | Cuba | 1980 |
| Campionat Nacional de futbol | FC Villa Clara | Cuba | 1981 |
| Campionat Nacional de futbol | FC Villa Clara | Cuba | 1982 |
| Campionat Nacional de futbol | FC Villa Clara | Cuba | 1983 |
| Campionat Nacional de futbol | FC Villa Clara | Cuba | 1986 |

### Campionats internacionals
| Títol                            | Club                       | País | Any  |
| -------------------------------- | -------------------------- | ---- | ---- |
| Jocs Centreamericans i del Carib | Selecció de futbol de Cuba | Cuba | 1974 |
| Jocs Centreamericans i del Carib | Selecció de futbol de Cuba | Cuba | 1978 |
| Jocs Centreamericans i del Carib | Selecció de futbol de Cuba | Cuba | 1986 |

### Distincions individuals
| Títol                                            | Club           | País | Any  |
| ------------------------------------------------ | -------------- | ---- | ---- |
| Màxim golejador del Campionat Nacional de futbol | FC Villa Clara | Cuba | 1979 |
| Màxim golejador del Campionat Nacional de futbol | FC Villa Clara | Cuba | 1980 |